# 開漫—啦！
《開漫－啦！》（日語：まんがーる!）是作畫、泰負責角色原案的四格漫畫形式日本漫畫作品。於2011年3月12日至2013年6月12日發表於EARTH STAR Entertainment雑誌《Comic Earth Star》。由動畫工房製作的電視動畫於2013年1月至3月首播。

## 劇情簡介
以在漫畫編輯部工作的女孩子們為中心，描寫了這群沒有漫畫編輯經驗的女孩子們從零做起，策劃創刊漫畫雜誌並為之奮戰的喜劇。

## 出版書籍
該漫畫開始連載的最初標題為《創刊！ Comic Earth Star編輯部》（創刊! コミック アース・スター編集部），後來改為《開漫－啦！》。作畫、泰負責角色原案。已於2011年3月12日至2013年6月12日發表於EARTH STAR Entertainment雑誌《Comic Earth Star》。3本漫畫單行本已於2012年5月12日至2013年3月12日發售。

## 電視動畫
由動畫工房製作的13集電視動畫於2013年1月起陸續於TOKYO MX、SUN電視台、AT-X首播。Niconico動畫也發表《開漫－啦！》動畫。藍光光碟已於2013年5月24日發售。

### 製作人員
- 原作：EARTH STAR Entertainment
- 導演：中西伸彰
- 系列構成：吉田玲子
- 角色設計・總作畫監督：尾尻進矢
- 色彩設計：真壁源太
- 美術設定・美術監督：河野次郎
- 攝影監督：伊藤邦彦
- 編集：後藤正浩
- 音響監督：岩浪美和
- 音樂：小池雅也
- 音樂製作人：野本"Johny"靖
- 音樂制作：Electro Jet Fuzz
- 動畫制作人：鎌田肇
- 製作人：後藤裕
- 動畫制作：動畫工房
- 製作：EARTH STAR Entertainment

### 主題曲
「girl meets DEADLINE」（第1話 - 第12話）
作詞 - 畑亞貴 / 作曲 - 小池雅也 / 歌 - M@N☆GIRL!（宮本佳那子・駒形友梨・尾高MOEMI・大橋彩香）
（第13話片尾曲）
作詞 -  / 作曲 - IKUTO / 編曲 - 小池雅也 / 歌 - M@N☆GIRL!（宮本佳那子・尾高MOEMI・大橋彩香）

### 各話列表
| 話数 | 標題 | 劇本     | 分鏡       | 演出       | 作畫監督       |
| ---- | ---- | -------- | ---------- | ---------- | -------------- |
| #1   |      | 吉田玲子 | 中西伸彰   | 中西伸彰   | 狩野正志       |
| #2   |      | 吉田玲子 | 中西伸彰   | 中西伸彰   | 三谷暢之       |
| #3   |      | 吉田玲子 | 松村樹里亞 | 松村樹里亞 | 中西彩         |
| #4   |      | 横谷昌宏 | 中西伸彰   | 中西伸彰   | 赤尾良太郎     |
| #5   |      | 横谷昌宏 | 中西伸彰   | 中西伸彰   | 尾尻進矢       |
| #6   |      | 吉田玲子 | 中西伸彰   | 中西伸彰   | 谷口元浩       |
| #7   |      | 横谷昌宏 | 松村樹里亞 | 松村樹里亞 | 伊藤大翼       |
| #8   |      | 吉田玲子 | 中西伸彰   | 中西伸彰   | 池田廣明       |
| #9   |      | 横谷昌宏 | 松村樹里亞 | 松村樹里亞 | 三谷暢之       |
| #10  |      | 吉田玲子 | 神保昌登   | 神保昌登   | ウクレレ善似郎 |
| #11  |      | 横谷昌宏 | 松村樹里亞 | 松村樹里亞 | 立口德孝       |
| #12  |      | 横谷昌宏 | 神保昌登   | 神保昌登   | 尾尻進矢       |
| #13  |      | 吉田玲子 | 中西伸彰   | 中西伸彰   | 尾尻進矢       |
| #14  |      | 吉田玲子 | 中西伸彰   | 中西伸彰   | 尾尻進矢       |

## 外部連結
- 官方網站 （日語）